# کلاید، آلبرتا
کلاید، آلبرتا (به انگلیسی: Clyde, Alberta) یک منطقهٔ مسکونی در کانادا است که در آلبرتا واقع شده‌است. کلاید ۴۳۰ نفر جمعیت دارد و ۶۵۰ متر بالاتر از سطح دریا واقع شده‌است.